# Frans Lafortune
François "Frans" Jacques Marie Gerard Lafortune (Wezet, 7 december 1932 – 18 april 2020) was een Belgisch schutter die tussen 1952 en 1976 zeven keer deelnam aan de Olympische Spelen. Zijn beste resultaat was een tiende plaats bij het 50 meter geweer liggend in 1968.

## Levensloop
Lafortune komt uit een sportieve familie: zijn vader François was eveneens schutter en nam in die discipline vijfmaal deel aan de Olympische Spelen (1924, 1936, 1948, 1952 en 1960), zijn oom Marcel Lafortune nam vier keer deel (1936, 1948, 1956 en 1960) als schutter en zijn oom Hubert Lafortune maakte deel uit van het team dat een zilveren medaille won op de Olympische Zomerspelen van 1920 in Antwerpen. De familie Lafortune nam samen zeventien keer deel aan de Olympische Spelen. Lafortune was de schoonvader van ex-judoka Heidi Rakels, die brons pakte op de olympische spelen van 1992, in Barcelona. 
Met zeven olympische deelnames heeft Lafortune een Belgisch record in handen qua aantal deelnames. Dat record werd in 2012 geëvenaard door Jean-Michel Saive en Jos Lansink, al nam Lansink bij vier van die zeven deelnames wel deel onder de Nederlandse vlag. In 2024 deed ook eventingruiter Karin Donckers voor de zevende keer mee aan de Spelen.

## Olympische resultaten
| Jaar | Discipline                 | Resultaat | Prestatie                                                                                                |
| ---- | -------------------------- | --------- | --- |
| 1952 | 50m geweer 3 houdingen (m) | 23e       | 1131 punten: (361-382-388)                                                                               |
| 1952 | 50m geweer liggend (m)     | 42e       | 388 punten: (95-96-99-98)                                                                                |
| 1956 | 50m geweer 3 houdingen (m) | 19e       | 1145 punten: (391-380-374)                                                                               |
| 1956 | 50m geweer liggend (m)     | 42e       | 585 punten: (99-100-98-92-96-100)                                                                        |
| 1960 | 50m geweer 3 houdingen (m) | 42e       | kwalificatie groep 1: 27ste met 530 punten (191-180-159) finale: 42ste met 1099 punten (383-367-349)     |
| 1960 | 50m geweer liggend (m)     | 39e       | kwalificatie groep 2: 14de met 384 punten (93-97-96-98) finale: 39ste met 574 punten (95-94-96-96-96-97) |
| 1964 | 50m geweer 3 houdingen (m) | 26e       | 1126 punten: (392-384-350)                                                                               |
| 1964 | 50m geweer liggend (m)     | 42e       | 586 punten: (97-99-96-98-98-98)                                                                          |
| 1968 | 50m geweer 3 houdingen     | 15e       | 1145 punten: (396-383-366)                                                                               |
| 1968 | 50m geweer liggend         | 10e       | 595 punten: (100-99-99-100-99-98)                                                                        |
| 1972 | 50m geweer 3 houdingen     | 47e       | 1107 punten: (394-345-368)                                                                               |
| 1972 | 50m geweer liggend         | 14e       | 595 punten: (99-98-100-99-100-99)                                                                        |
| 1976 | 50m geweer 3 houdingen     | 46e       | 1113 punten: (393-367-353)                                                                               |
| 1976 | 50m geweer liggend         | 31e       | 588 punten: (99-98-99-99-96-97)                                                                          |